# Upang Jaya
Upang Jaya is een bestuurslaag in het regentschap Banyuasin van de provincie Zuid-Sumatra, Indonesië. Upang Jaya telt 3093 inwoners (volkstelling 2010).